# Корисні копалини Дніпропетровської області
Корисні копалини Дніпропетровської області
Дніпропетровська область одна з найбагатших на корисні копалини областей України. Серед горючих добувають буре вугілля, газ. Серед металів добувають залізну руду, марганець, титанові руди, нікель, алюміній, золото, уран. Серед неметалевих добувають тальк, вапняк флюсовий, каолін, глину, граніт. Також в області є Митал
На території Дніпропетровської області нараховується на балансі 145 родовищ (станом на 2017р) неметалевих корисних копалин, з яких 63 розробляються, що складає 44 %. Освоєння мінерально-сировинної бази будівельних матеріалів не перевищує 50 %.
В даний час на території Дніпропетровської області сировинна база неметалевих корисних копалин представлена такими видами:
- фарбова сировина;
- каолін;
- глина вогнетривка;
- магнезит;
- доломіт для металургії;
- високоглиноземна сировина;
- ставроліт;
- вапняк флюсовий;
- пісок формувальний;
- цементна сировина;
- вапняк для випалювання на вапно;
- пісок будівельний;
- камінь облицювальний;
- камінь будівельний;
- камінь пиляний;
- керамзитова сировина;
- цегельно-черепична сировина;
- кам'яна сіль;
- гіпс;
- кварцпольовошпатова сировина;
- кварцити.